# Изабелла (роман)
«Изабелла, или Испанский любовный дневник» (фр. Isabelle ou Le journal amoureux d'Espagne) — роман, написанный на французском языке и впервые опубликованный в 1675 году без указания автора. Разные исследователи приписывают его мадемуазель де Ларош-Гилен, мадам де Вильдье и мадам де Лафайет. Встречается уверенная идентификация романа как произведения мадам де Лафайет, но многие учёные с ней не согласны.
Действие романа происходит в Испании. В главную героиню влюблены дон Гусман и дон Рамиро, но она влюбляется в дона Альфонсо (сына вице-короля Каталонии) и становится его женой. Альфонсо убивает на дуэли Гусмана, сам погибает от руки Рамиро, и последний женится на Изабелле, но не может стать обрести счастье из-за угрызений совести.
Исследователи отмечают, что сюжет «Изабеллы» в целом типичен для барочного романа, но обработан в духе классики. Отдельные мотивы сближают «Изабеллу» с трагедией эпохи барокко — в частности, с «Макбетом» Уильяма Шекспира. Иногда эту книгу называют «своеобразным наброском к „Заиде“» — ещё одному французскому роману об Испании, который приписывают мадам де Лафайет.